# Straße des 17. Juni
La Straße des 17. Juni [ˈʃtʁaːsə dɛs ˈziːpˌtseːntən ˈjuːniː] (la « rue du 17 juin » en allemand) est une large avenue de Berlin, en Allemagne.

## Situation et accès
Elle part de la porte de Brandebourg et la Pariser Platz à l'est (prolongeant ainsi l'avenue d'Unter den Linden) traverse le parc du Großer Tiergarten et se termine à l'ouest par la Ernst-Reuter-Platz. À mi-parcours, un rond-point baptisé, la Großer Stern (« Grande Étoile ») accueille en son centre la Siegessäule (« Colonne de la Victoire »). 
L'avenue est située dans les quartiers de Tiergarten (dans l'arrondissement de Mitte) et Charlottenburg (dans l'arrondissement de Charlottenbourg-Wilmersdorf) du centre de Berlin. Elle s'étend sur 3 580 mètres, d'est en ouest ; sa largeur est de 85 mètres. Le trafic motorisé circule sur trois voies dans chaque direction. Il y a beaucoup d'aires de stationnement sans horodateurs le long des routes et sur le terre-plein central. L'aménagement actuel des années 1930 est placé sous la protection du patrimoine.
Dans le quartier de Charlottenbourg, les rues de Bismarckstraße et Kaiserdamm continuent ensuite en ligne droite jusqu'à la place Theodor-Heuss à l'ouest.

## Origine du nom
Le nom de la rue fait référence à l'insurrection de juin 1953 en Allemagne de l'Est.

## Historique

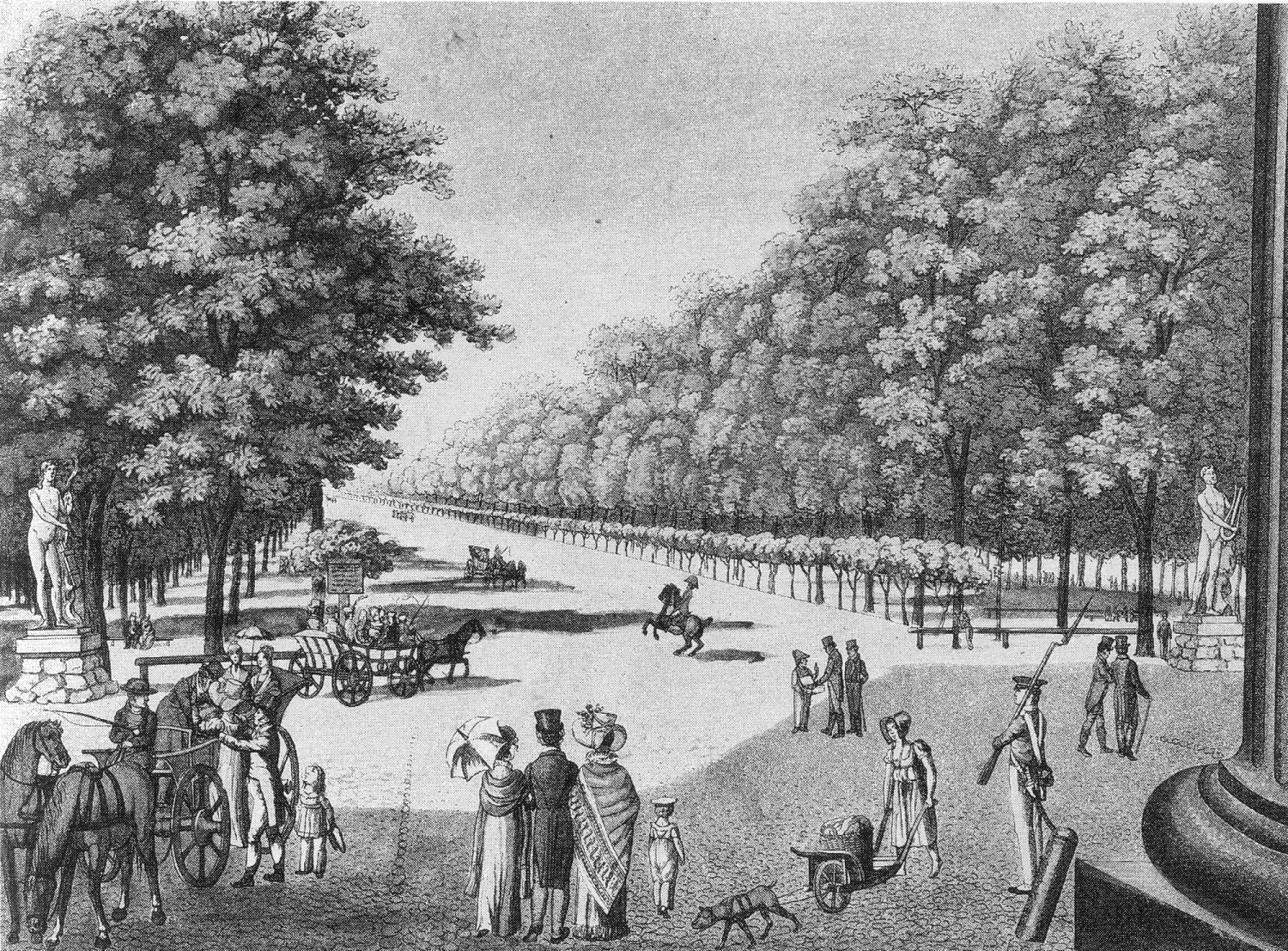
Vue de la place devant la porte de Brandebourg au début du XIXe siècle.

Voulue par l'électeur Frédéric III de Brandebourg (le futur roi Frédéric Ier de Prusse), cette rue fut construite à partir de 1697 et baptisée peu après « Charlottenburger Chaussee », car elle permettait de relier le château de Berlin à la résidence d'été de Charlottenburg (du nom de la reine Sophie-Charlotte). Pavée en 1799 et développée en allée représentative, elle devint au XIXe siècle une grande artère de la riche banlieue ouest. Le 22 juin 1865, la première ligne du tramway de Berlin, à traction hippomobile, fait son apparition ici entre la porte de Brandebourg et Charlottenburg.
Sous le Troisième Reich, l'avenue fut incorporée au Ost-West-Achse (« axe Est-Ouest »), avenue triomphale bordée de drapeaux à croix gammée. Selon les plans de la Welthauptstadt Germania voulue par Adolf Hitler et son architecte Albert Speer, elle devait avoir un rôle important dans la recomposition de la capitale. En 1938, la Siegessäule a été transférée de sa position d'origine, face au palais du Reichstag, à son emplacement actuel sur la Großer Stern. À la fin de la Seconde Guerre mondiale, peu avant la chute de Berlin, elle servit de piste d'atterrissage, les aéroports berlinois ayant été rendus inutilisables.

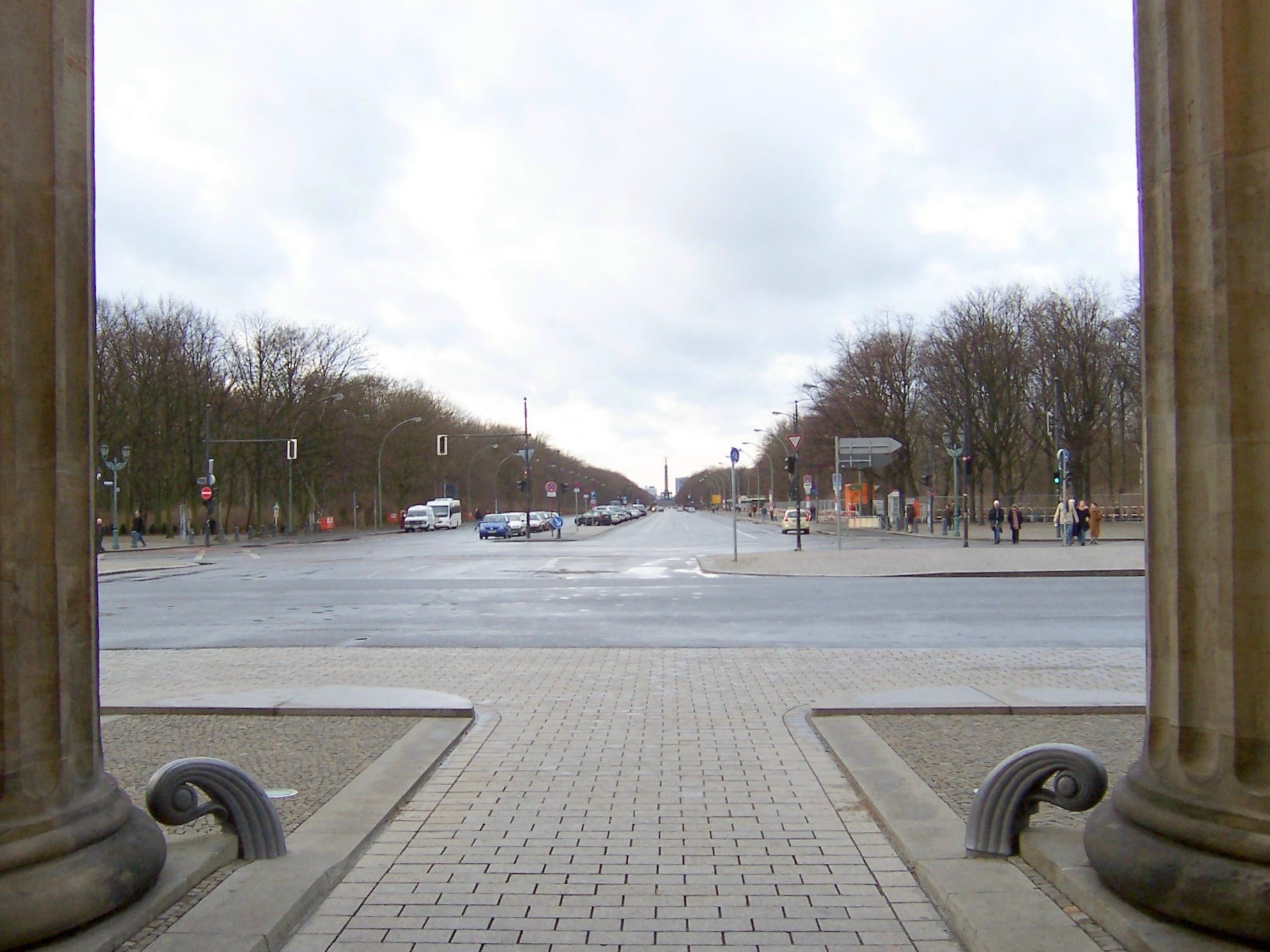
Vue depuis la porte de Brandebourg.

En 1945, après la prise de ville, les Soviétiques érigèrent dans sa partie orientale le mémorial de Tiergarten, en l'honneur de leurs soldats tombés pendant la bataille de Berlin. L'avenue était aussi utilisée pour les défilés militaires des puissances occupantes de Berlin.
Son nom actuel, à la suite d'une décision du Sénat de Berlin-Ouest du 22 juin 1953, fait référence à la journée du 17 juin 1953, qui fut la plus sanglante des journées d'émeutes en Allemagne de l'Est durant cette année-là. En effet, une cinquantaine d'ouvriers manifestant contre la politique économique du gouvernement communiste de la République démocratique allemande tombèrent sous les balles de l'Armée rouge, appelée en renfort par le pouvoir pour réprimer le soulèvement. À partir de 1961, le mur de Berlin se trouvait devant la porte de Brandebourg.
De nos jours, la rue est parfois utilisée pour des méga-événements comme la Love Parade ou le Live 8. Durant l'été 2006, elle a été fermée pendant six semaines pendant le Fanmeile de la coupe du monde de football. Elle sert également de point de départ pour le marathon de Berlin.